# João Bosco de Lima
João Bosco Ramos de Lima (Manaus, 9 de abril de 1936 – Brasília, 11 de maio de 1979) foi um advogado, jornalista e político brasileiro que foi senador pelo Amazonas.

## Dados biográficos
Filho de José Ramos de Lima e Guiomar Alves de Lima. Técnico em contabilidade, formou-se advogado pela Universidade Federal do Amazonas em 1972. Trabalhou junto à Secretaria Municipal de Finanças de Manaus por três anos a partir de 1959. Na seara desportiva presidiu a Associação dos Cronistas e Locutores Esportivos do Amazonas (ACLEA), foi cronista da Rádio Difusora do Amazonas, treinador do Nacional Futebol Clube e vice-presidente da Federação Amazonense de Futebol. Além disso presidiu o Conselho Regional do Projeto Rondon, a Associação Brasileira de Relações Públicas no Amazonas e foi conselheiro da Associação Brasileira de Municípios.
Disputou sua primeira eleição em 1962 e figurou como suplente de deputado estadual pelo PRT, mas no ano seguinte elegeu-se vereador na capital amazonense chegando à presidência da Câmara Municipal em 1965 e nessa condição exerceu interinamente o cargo de prefeito de Manaus numa licença do prefeito Vinicius Conrado. Mediante a deposição do presidente João Goulart pelo Regime Militar de 1964 e a extinção dos partidos políticos através do Ato Institucional Número Dois, ingressou no MDB elegendo-se deputado estadual em 1966. Reeleito via ARENA em 1970, presidiu a Assembleia Legislativa do Amazonas entre 1973 e 1975. Eleito vice-governador do estado na chapa de Enoque Reis em 1974, venceu também a eleição para senador numa sublegenda arenista em 1978.
Após o anúncio de sua vitória para o Senado Federal, o Tribunal Regional Eleitoral do Amazonas acatou denúncia de fraude em Atalaia do Norte, onde apuraram mais votos que o número de eleitores inscritos. Na ocasião, a ARENA foi acusada pelo MDB de distribuir títulos eleitorais além do prazo legal. Com a anulação do pleito no referido município, o oposicionista, Fábio Lucena, chegou a ser declarado vencedor, porém um veredicto do Tribunal Superior Eleitoral garantiu a vitória de João Bosco de Lima por estreita margem.
Seu mandato como senador durou menos de quatro meses, pois faleceu em Brasília em 11 de maio de 1979, vítima de problemas cardíacos. 
Em seu lugar assumiu a professora Eunice Michiles, primeira mulher brasileira a ocupar uma cadeira senatorial desde a Princesa Isabel, titular de uma vaga durante o Brasil Império por força da Constituição de 1824.